# Arthur's Pass nationalpark
Arthur's Pass nationalpark är en nationalpark på Sydön i Nya Zeeland som ligger i Sydalperna i regionen Canterbury. Parken inrättades år 1929 som den tredje nationalparken i Nya Zeeland och den första på Sydön. Dess yta är 1 145 kvadratkilometer.
Naturen i parken består av skogar, bergsområden, floder och dalgångar och innehåller så varierande biotoper som tempererad regnskog och alpina ängar. Växtlivet och djurlivet är som en följd av detta också mycket varierat, med bland annat fågelarter som kea, kiwi och tui (Prosthemadera novaeseelandiae).
Genom bergen leder många pass, varav det mest berömda är Arthur's Pass. Detta ligger på en höjd av 920 meter över havet och är uppkallat efter Sir Arthur Dudley Dobson, som var den förste europé som ledde en expedition över passet år 1864. 
År 1865 påbörjades ett vägbygge genom Arthur's Pass, där tusen man arbetade under drygt ett år med yxor, hackor, spadar, skottkärror och sprängämnen för att bygga den fem kilometer långa vägen genom passet. Senare påbörjades även byggandet av en järnvägstunnel, Otiratunneln, vilken när den stod klar år 1923 var den längsta järnvägstunneln i det brittiska imperiet. 1998 påbörjades bygget av Otiraviadukten, eftersom den gamla vägen genom passet ofta är riskfylld att färdas på. Otiraviadukten var klar i november år 1999 och betraktas som ett av de största vägbyggena i Nya Zeeland.
De första människorna som korsade bergen mellan Canterbury och West Coast var dock maorierna och det var dessa som upplyste de europeiska upptäckarna om de framkomliga vägarna genom bergen. Maorierna använde passen som handelsvägar, särskilt för pounamu, som är en sorts jade.